# Economía de Pontevedra

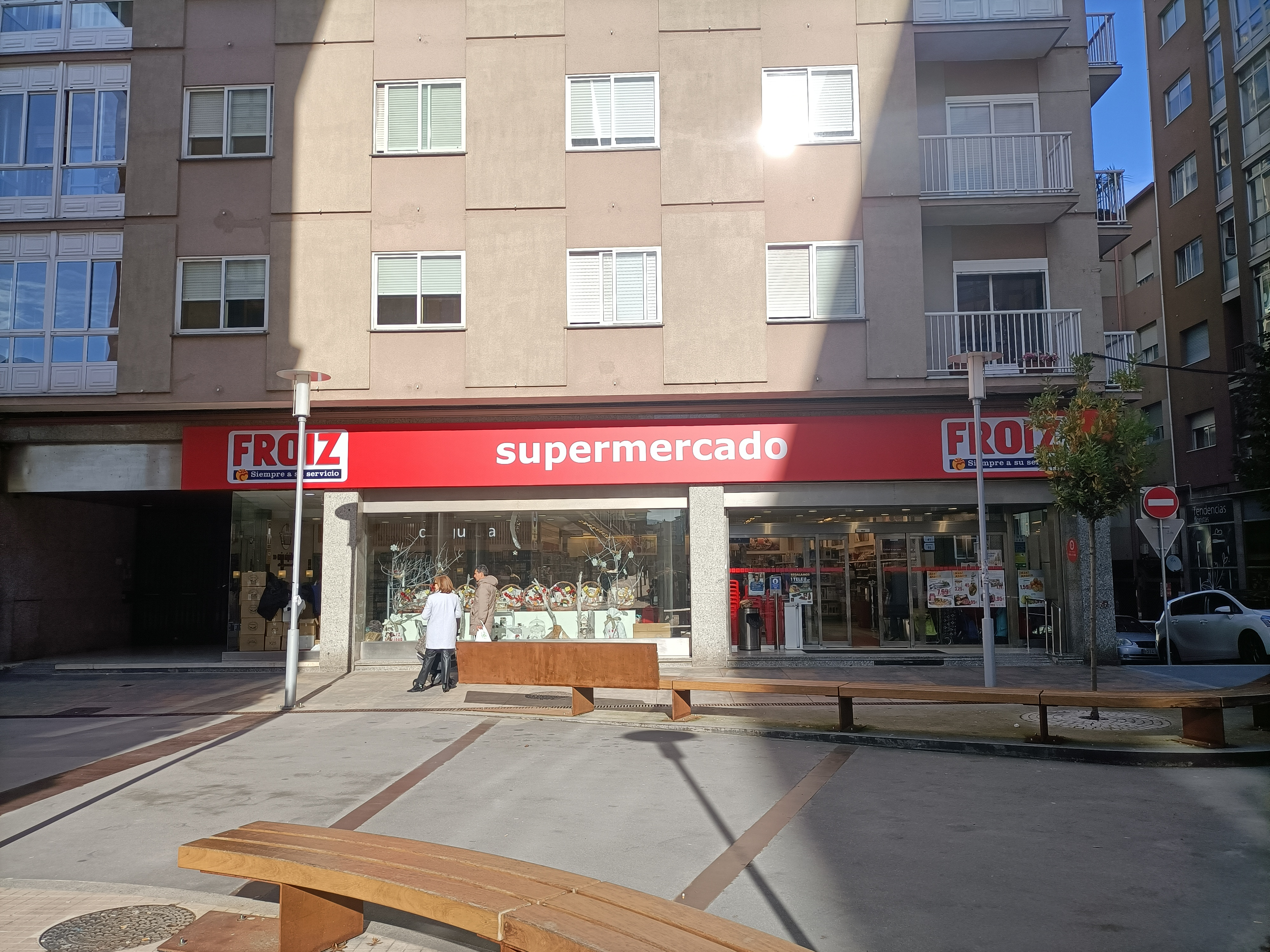
Froiz, una de las principales empresas de Pontevedra.

La economía de Pontevedra, capital de la provincia homónima en España, se encuentra distribuida en los tres sectores de actividad convencionales, liderados por el sector servicios, el que tiene más peso en la economía de la ciudad.
Pontevedra es la cuarta área económica de Galicia, con 1.551 empresas que generan un movimiento económico anual de 3.512 millones de euros. La población ocupada supera el 54% de la población de la ciudad, con un total de 38.000 trabajadores y una tasa de paro del 7%. En junio de 2024, el número de trabajadores afiliados a la Seguridad Social era de 32.152.
La renta media por hogar en el municipio capitalino era en 2023 de 32.919 euros netos. De acuerdo con cifras oficiales del Instituto Gallego de Estadística (IGE), el PIB anual de Pontevedra asciende a aproximadamente 1.800 millones de euros, con más de 1.300 millones, equivalentes al 72%, generados por el sector servicios.

## Sectores productivos

### Sector primario
El sector primario tiene una presencia muy limitada en la economía de la ciudad, y su contribución a la misma disminuye anualmente debido al desarrollo urbano. La reducción de su relevancia se ve agravada por el envejecimiento de la población rural y la migración de sus habitantes hacia el núcleo urbano. En 2018 representaba solamente el 0,2% del PIB del municipio capitalino.
El sector agrícola está orientado al crecimiento de la agricultura ecológica, que en 2024 representaba el 1,6% de la superficie total de terreno en el área metropolitana de Pontevedra y agrupaba a 39 productores en 82 áreas de cultivo.

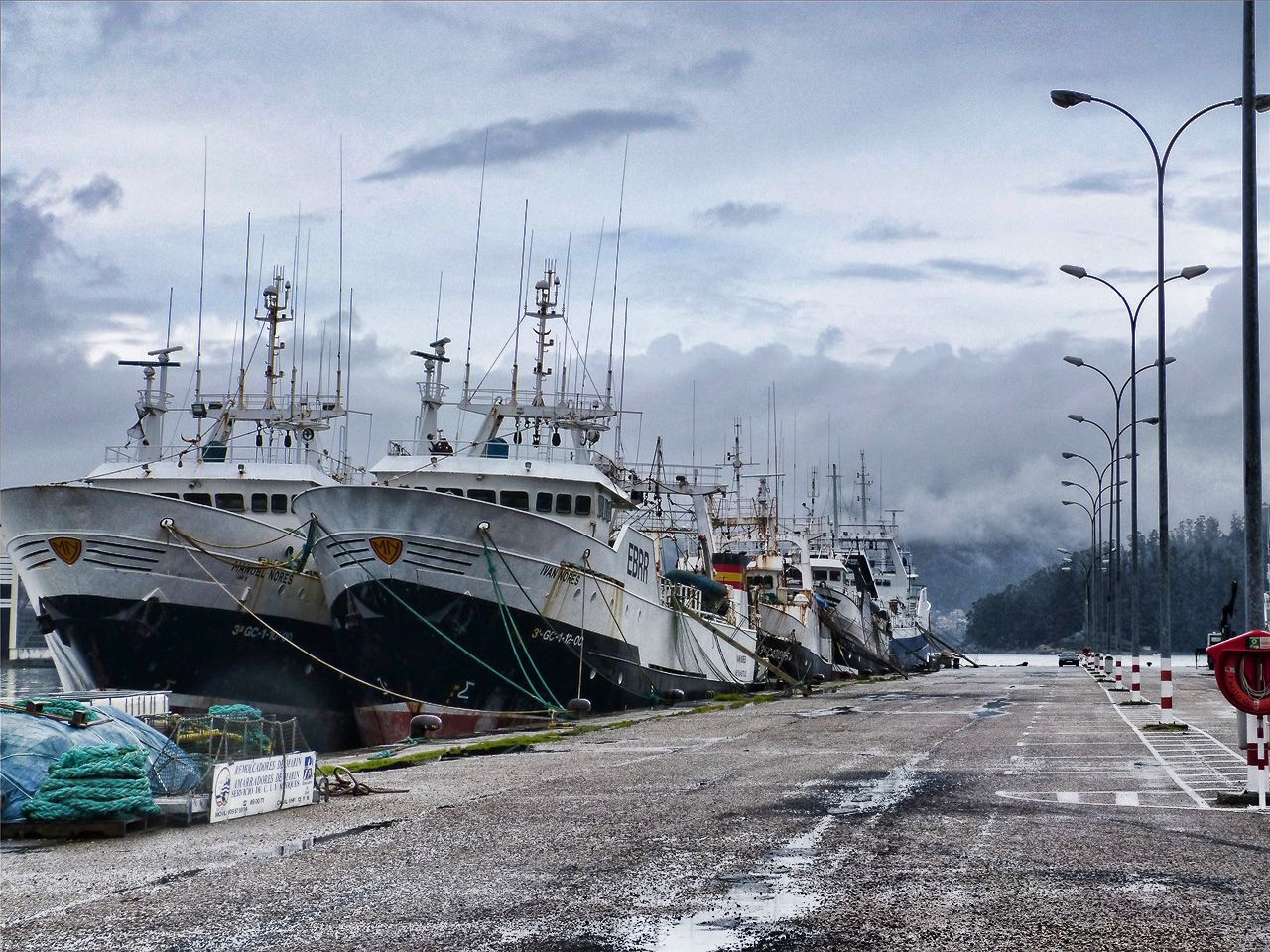
Puerto de Marín-Pontevedra.

El sector pesquero, base de la economía de la ciudad de Pontevedra durante siglos, cuando era el puerto más importante de Galicia, se centraliza en la actualidad en el puerto de Marín-Pontevedra. El puerto cuenta con 2.686 metros de dársenas pesqueras y 7 muelles destinados a las actividades de pesca. El sector del marisqueo también está presente en Placeres, en la parroquia pontevedresa de Lourizán, donde se realizan labores de cultivo y recogida de marisco, (supervisadas por la Cofradía de pescadores de Lourizán) así como en otros numerosos puntos a lo largo de la ría de Pontevedra. 
La explotación forestal es un sector tradicional del sector primario pontevedrés, con una notable importancia en la comarca de Pontevedra, aportando más de un 5% al PIB.

### Sector secundario
La industria manufacturera representaba en 2018 el 5,5% del PIB del municipio capitalino y la construcción el 7,7%.

#### Industria manufacturera
El desarrollo industrial de la ciudad se impulsó significativamente con la construcción del polígono industrial O Campiño en la parroquia civil de Marcón, en el que trabajan más de 1.500 empleados y que dispone de 432.037 metros cuadrados, que se prevé ampliar en 342.215 metros cuadrados más. En él se encuentran distintas empresas manufactureras alimentarias (fabricación de harinas, panadería), de fabricación de vidrio y de tableros ecológicos o auxiliares del automóvil como Trèves con más de un centenar de trabajadores o Aludec, que cuenta con 6 centros de producción (Galvanic 1 y 2, Componentes, Stamping e Inyección 1 y 2).

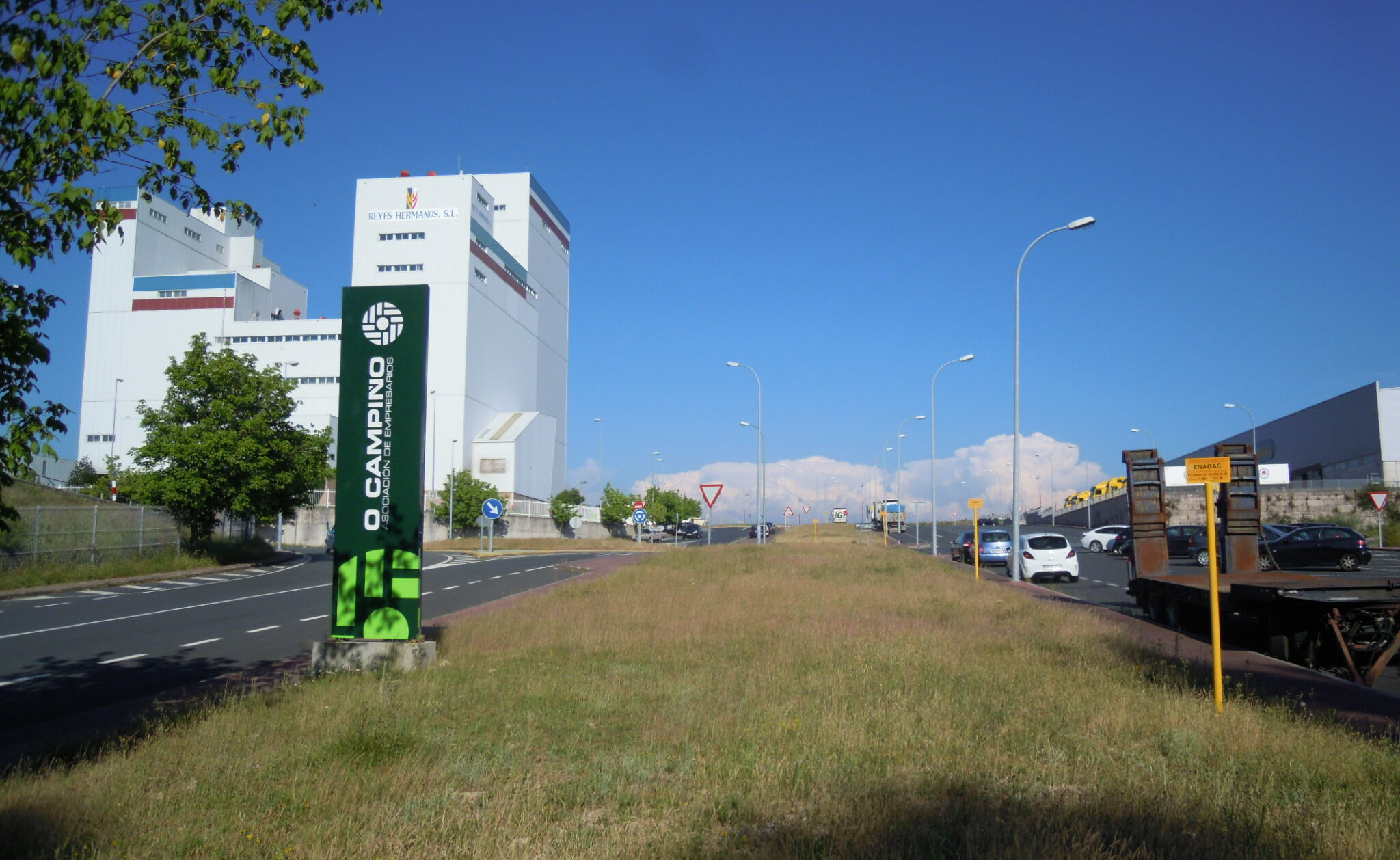
Polígono industrial O Campiño.

En el área metropolitana de Pontevedra se encuentran también los polígonos industriales de A Reigosa y de Barro-Meis. El polígono industrial de A Reigosa, situado ya en el municipio de Puente Caldelas, linda con el de O Campiño y constituye una ampliación de facto del mismo. En este polígono se ubican empresas alimentarias de transformación del pescado como la conservera Orbe, o de fabricación de iluminación exterior de proyección internacional como Setga. En el polígono de Barro destacan las empresas de la industria alimentaria y de la energía solar fotovoltaica como EiDF Solar. En el área metropolitana de Pontevedra se encuentran también otras industrias conserveras como Pescamar en el municipio de Poyo.
En la salida norte de la ciudad por la carretera PO-531 se localiza el polígono empresarial del Vao, en el que se ubican distintas empresas de distribución al por mayor, de instalaciones eléctricas, de consultoría y servicios a empresas o transporte y logística entre otras, así como la superficie comercial dedicada al bricolaje Bricoking.
El puerto de Marín-Pontevedra es un importante centro logístico para la recepción, transformación y expedición de productos del mar congelados.
En Pontevedra se ubica la empresa de biotecnología micológica Hifas da Terra. En el área metropolitana de Pontevedra en el municipio de Campo Lameiro está implantada la empresa de transformación de frutos secos El Nogal, la única de Galicia.
En Pontevedra se ubica asimismo la empresa dedicada al sector de la electricidad y mobiliario urbano Edigal.

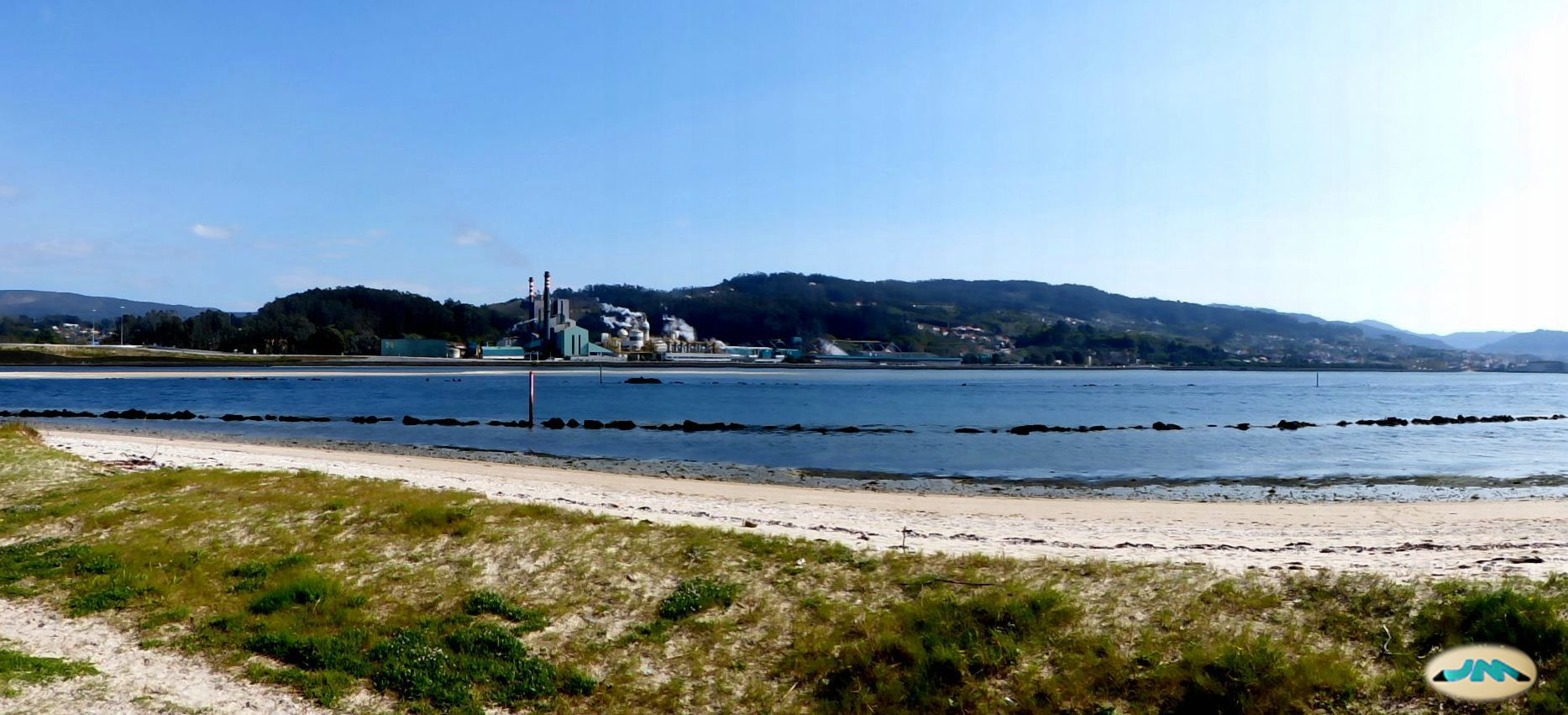
La fábrica de Ence en Lourizán.

En el municipio se encuentra también la empresa de fabricación de pasta de papel Ence, situada en la parroquia civil de Lourizán, en la que trabajan más de 400 empleados. Su ubicación genera una gran controversia ya que ocupa un extenso tramo de la margen sur de la Ría de Pontevedra en terrenos de dominio público marítimo-terrestre, impidiendo la explotación turística y marisquera en esos terrenos ganados al mar y habiendo sido condenada en el pasado por delito ecológico.
Durante el primer semestre de 2024, la ciudad experimentó un aumento sin precedentes en la creación de nuevas empresas.

##### Construcción naval
En el área metropolitana de Pontevedra, un elemento clave de la economía es la construcción naval en la ría de Pontevedra, con Marín como centro de referencia gracias a Nodosa, uno de los principales astilleros de Galicia.

#### Construcción
La construcción tiene una gran relevancia en la economía de Pontevedra. La ciudad es sede de importantes empresas del sector de la construcción como San José, primera empresa gallega del sector, o Balboa y Buceta. En el pasado fue también la sede de la importante empresa Construcciones Malvar, que fue en los años 1980 y 1990 la más importante de Galicia.
En el área metropolitana de Pontevedra hay 95 empresas del sector de la construcción, de las que 30 superan el millón de euros.

#### Otros sectores industriales
En cuanto a la industria editorial, en Pontevedra se ubica la editorial Kalandraka, una de las más destacadas de Galicia, cuya sede está en el barrio de Monte Porreiro.

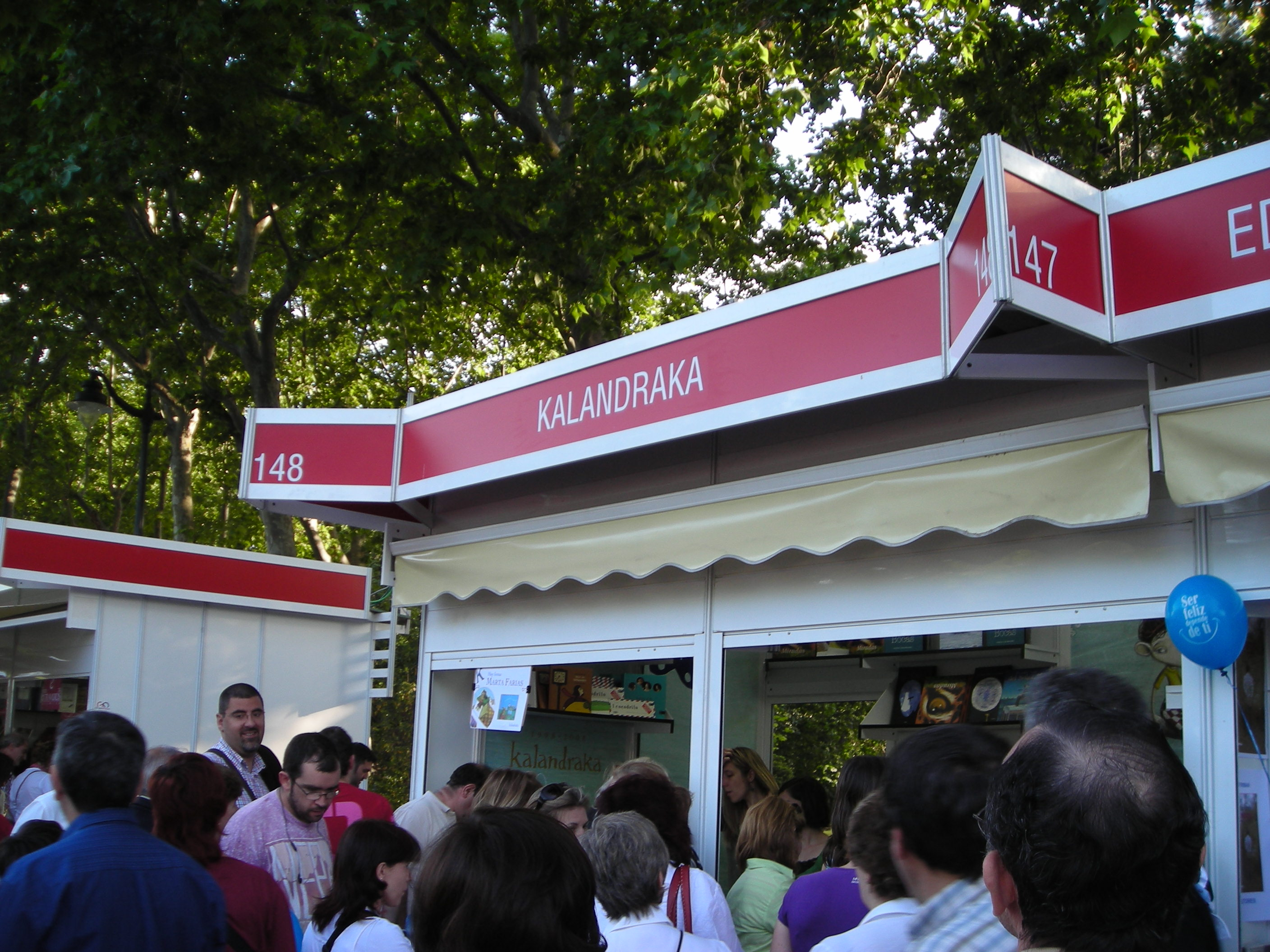
Caseta de la editorial Kalandraka en la feria del libro de Madrid.

### Sector servicios
La economía de Pontevedra se fundamenta principalmente  en el sector servicios o terciario, que en 2018 aportaba el 77% del PIB de la ciudad. Los subsectores más destacados dentro del sector servicios son el comercio y la hostelería, superando al sector público.

#### Comercio

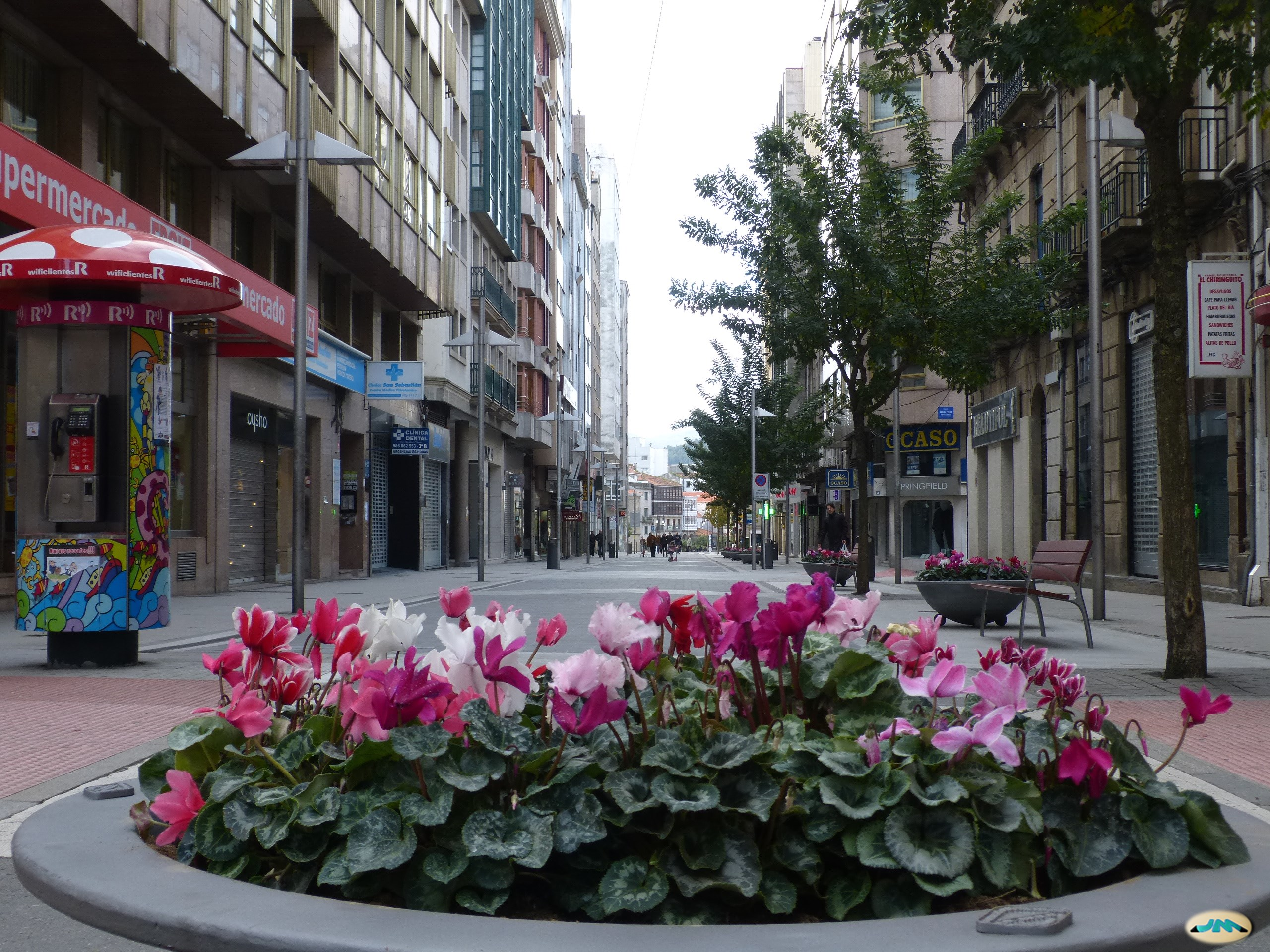
Calle de Benito Corbal, milla de oro del comercio.

La ciudad  cuenta con un importante y diversificado sector comercial. Una de cada cuatro empresas con sede social en el municipio capitalino son comercios. Pontevedra capital es centro de un área comercial de influencia con una población total de área de 410 402 habitantes. Se sitúa en el cuarto puesto entre las 7 ciudades de Galicia según el Anuario Económico de España 2013, que edita el Servicio de Estudios de La Caixa.
La ciudad cuenta con un sector comercial basado mayoritariamente en un comercio especializado tradicional y de franquicias nacionales e internacionales. El Ensanche de Pontevedra concentra numerosos establecimientos comerciales de todo tipo con gran dinamismo en arterias principales como la calle de Benito Corbal, la denominada «milla de oro» y en calles como Peregrina, Daniel de la Sota, Michelena, Oliva, García Camba, Sagasta, Castelao, Cruz Gallastegui, Fray Juan de Navarrete, General Gutiérrez Mellado o Rosalía de Castro. Estos establecimientos comerciales especializados son complementados por grandes superficies como Carrefour, Supercor, Mercadona,  Lidl o Aldi entre otras. En las afueras se sitúan los centros comerciales A Barca, inaugurado en 1989, que cuenta con un hipermercado Eroski, y Carrefour Planet, inaugurado en 1998, el primero de la provincia de Pontevedra. En 2000 también se inauguró un centro comercial Vialia que fue el primero de Galicia.

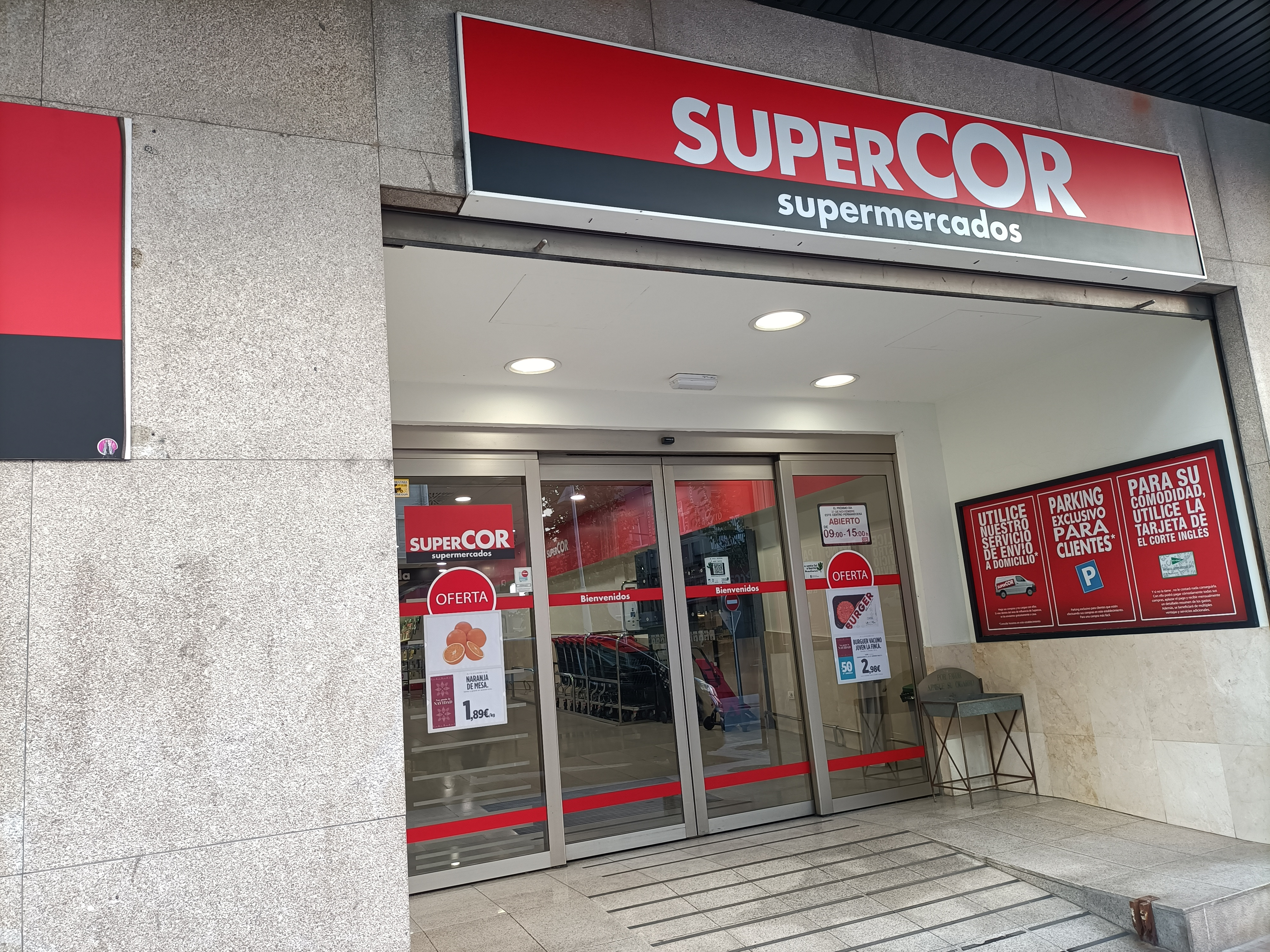
Una de las entradas de Supercor en Pontevedra.

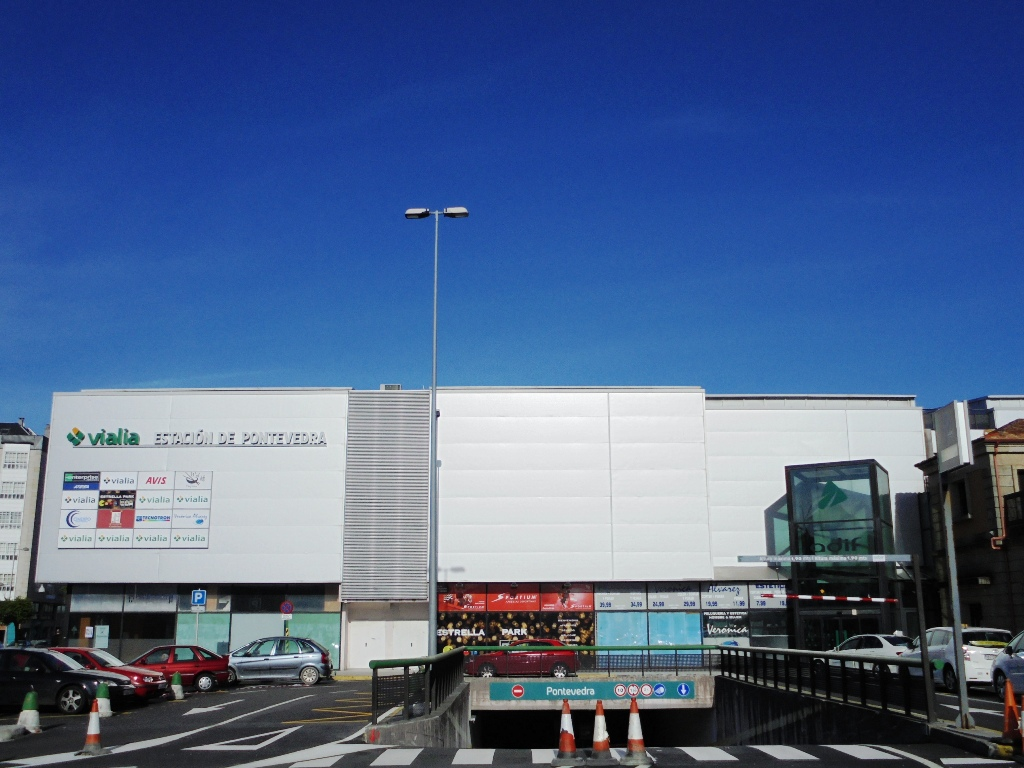
Centro Vialia de Pontevedra

Pontevedra cuenta asimismo con el Parque Comercial O Vao. Se empezó a construir en 2023 y está ubicado al norte de la ciudad, muy cerca del parque de la Xunqueira de Alba y de la Autopista del Atlántico. Dispone de establecimientos comerciales como Decathlon, Leroy Merlin, Jysk, Eroski o Kiwoko.
La ciudad posee también el Mercado de Abastos de Pontevedra, que es considerado uno de los mejores mercados municipales de España.

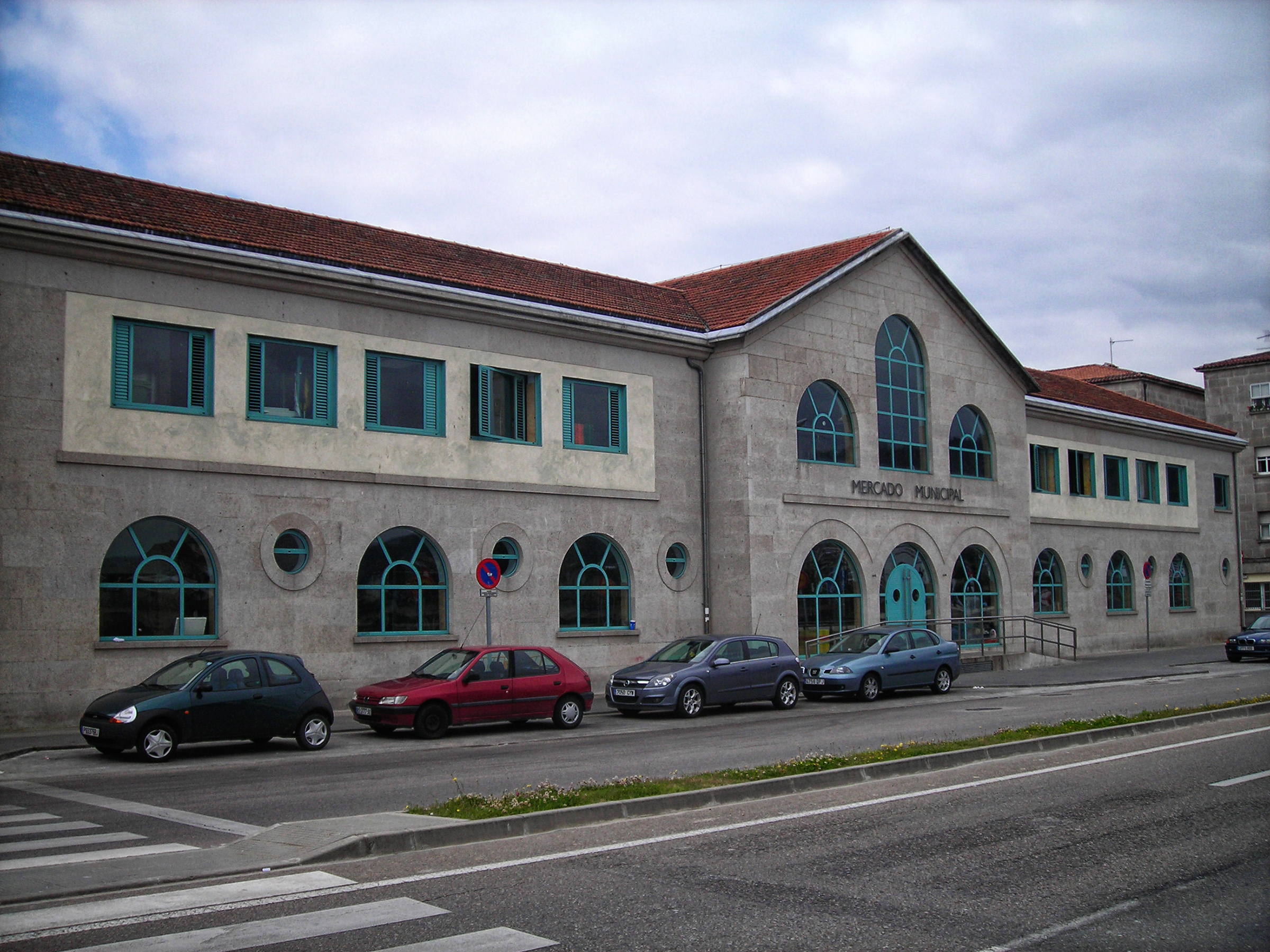
Mercado de Abastos de Pontevedra.

En el sector de la gran distribución especializada y comercio mayorista destaca en el área metropolitana de Pontevedra la empresa de gran distribución alimentaria Froiz (cadena de supermercados e hipermercados). En el sector alimentario, la ciudad es sede igualmente de O Graneiro de Amelia y sus filiales Granalia, Sra. Florinda y Spain Bulk Quality. En el sector de la distribución de productos culturales y libros destaca la empresa de distribución editorial Arnoia tercera empresa del sector en España, con más de 200 empleados. 
También tiene sede en la ciudad la cadena de zapaterías Krack, primera del sector del calzado en Galicia con tiendas por toda España, y LMDI (Las Merceditas de Iria).
La ciudad es asimismo sede de empresas de comercio electrónico como la empresa especializada en la venta de libros y productos editoriales imosver.com.

#### Turismo
La ciudad es la capital de la región turística de las Rías Bajas. Actualmente es un destino urbano de referencia en Europa para viajes a ciudades eminentemente peatonales y sin coches que destacan por su calidad de vida, a la altura de Dubrovnik, Copenhague o Capri.

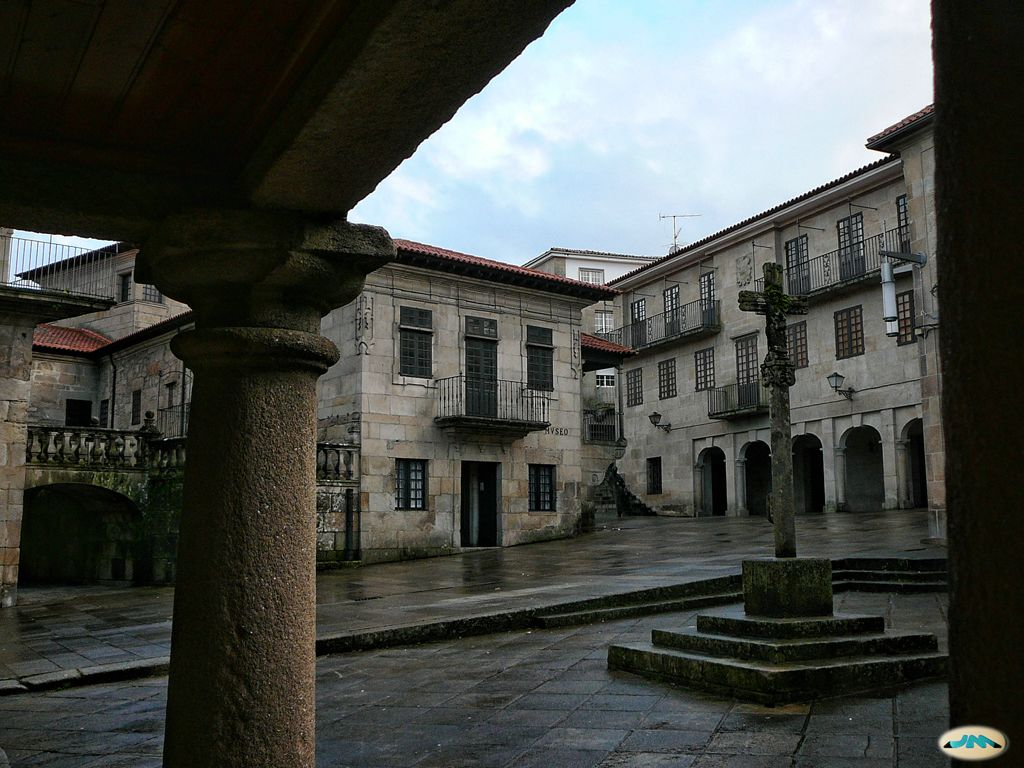
Centro histórico de Pontevedra.

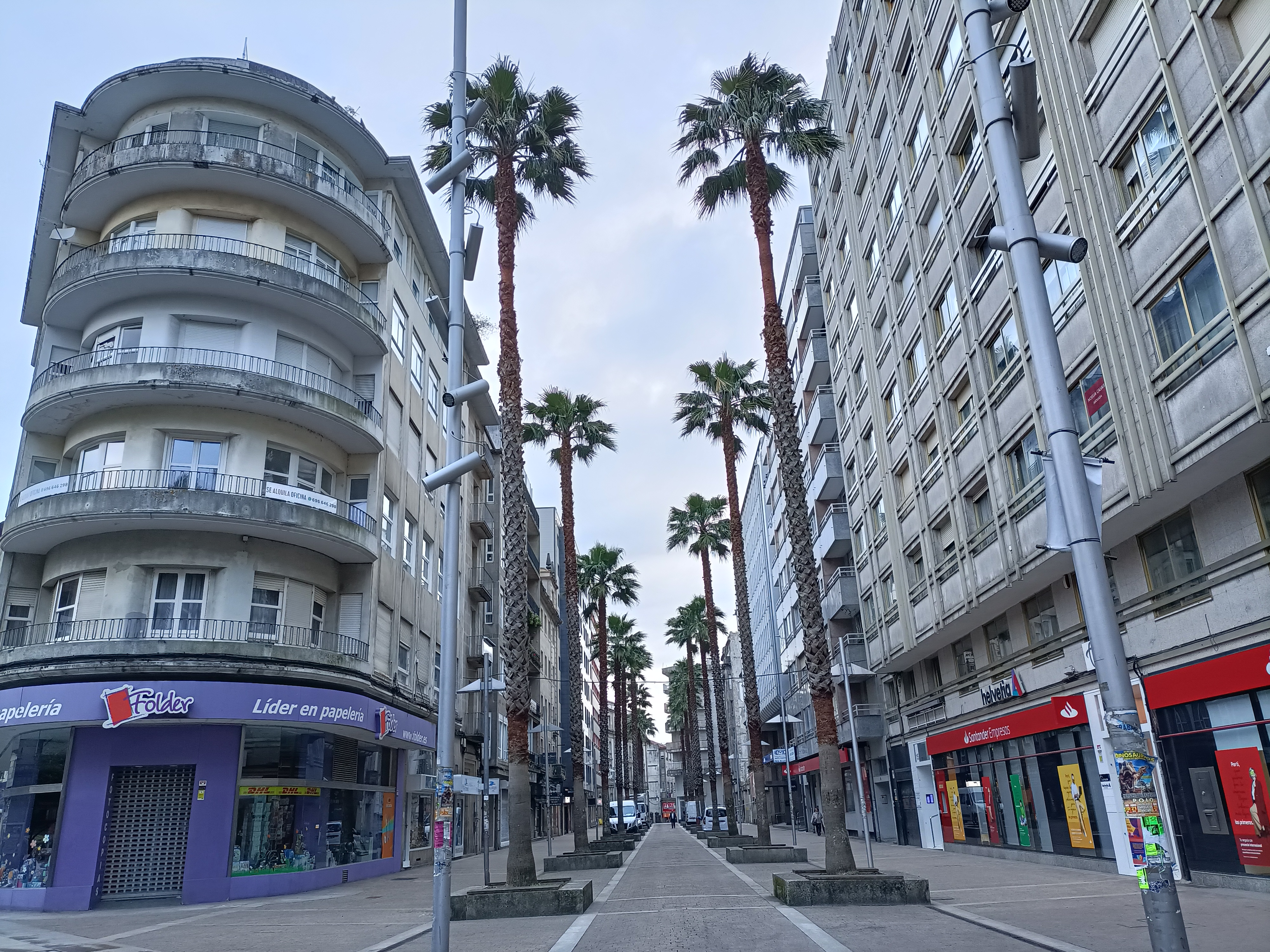
Ensanche peatonal de Pontevedra.

Asimismo, la ciudad es un polo de atracción para turistas internacionales gracias a su centro histórico, su modelo internacional de urbanismo, el río Lérez y la ría de Pontevedra, sus espacios naturales y parques, los grandes eventos internacionales y nacionales (deportivos, culturales, musicales) y ser un punto central del Camino de Santiago Portugués. La capital pontevedresa es un enclave turístico de relevancia en Galicia y a nivel nacional, habiéndose convertido en 2024 en la ciudad más deseada para viajar en España según datos del portal de reservas de viajes booking.com.

#### Hostelería
La ciudad cuenta con una red de hoteles, hostales, apartamentos turísticos, albergues y viviendas turísticas que brindan una oferta hotelera de 4.200 plazas, de las que las que las viviendas turísticas suponen el 60%. Pontevedra cuenta con dos hoteles de cuatro estrellas, el Parador Nacional de Turismo de Pontevedra y el Hotel Galicia Palace. Hoteles de tres estrellas son el Hotel Rías Bajas, el Hotel Apartamentos Dabarca y el Hotel Virgen del Camino.

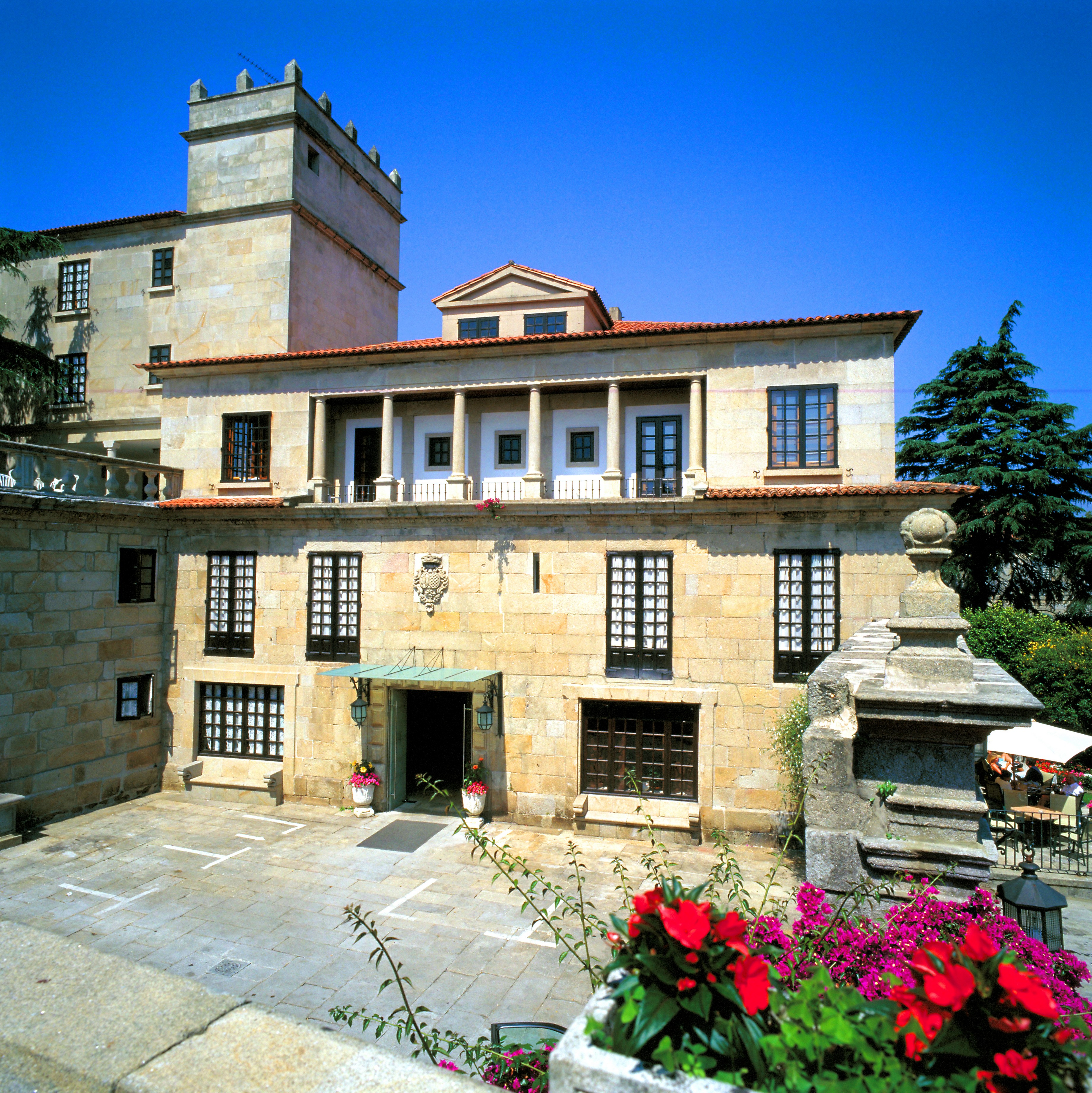
Parador Nacional de Turismo Casa del Barón.

La ciudad tiene también un gran número de restaurantes que ponen a disposición de los ciudadanos una variada oferta gastronómica. El auge de la inmigración en los últimos quince años, contribuyó a la introducción de las gastronomías representativas de los distintos grupos culturales que se fueron asentando en la capital. Así existen diversos establecimientos de comida china, italiana, crepería francesa, japonesa, india, marroquí o mexicana, entre otros.

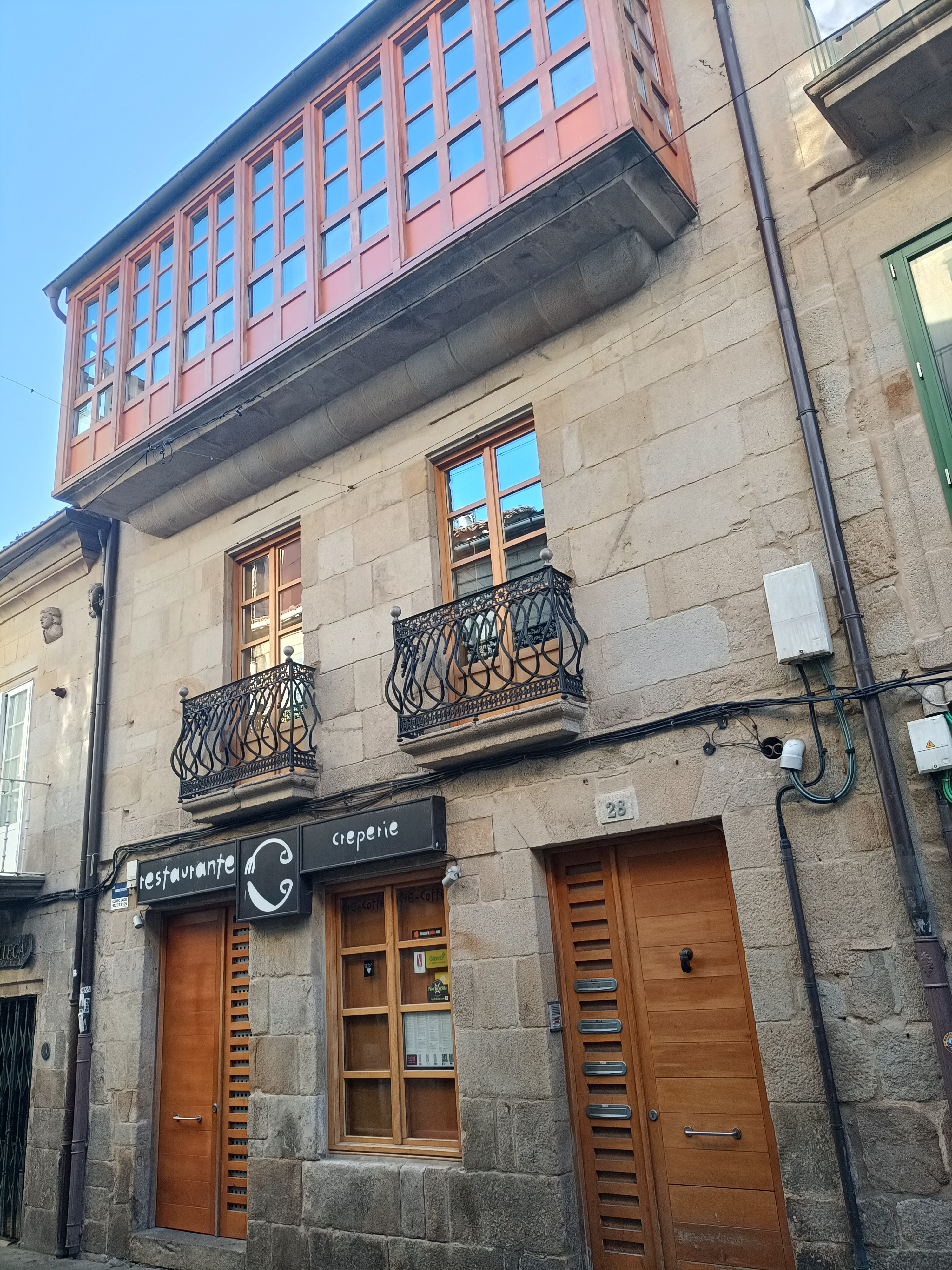
Crepería Cre-Cotte en la Calle Real.

#### Sector público
Como capital de su provincia, Pontevedra cuenta con un importante número de funcionarios que trabajan en la administración pública. Según la Encuesta de Población Activa en septiembre de 2021 el 27% de los trabajadores de la ciudad eran funcionarios, con un número total de 9.700 empleados públicos en el municipio capitalino, siendo la cuarta ciudad gallega con más peso del empleo público en su economía y constituyendo la sanidad, las fuerzas de seguridad del Estado y la educación los sectores con más empleados.
De la Administración del Estado dependen la Subdelegación del Gobierno en Pontevedra y las delegaciones provinciales de la administración periférica del Estado como Costas, Agricultura y Pesca o Extranjería, la delegación de Defensa, la Jefatura Provincial de Tráfico, el Instituto Nacional de Estadística y los cuerpos de seguridad del estado (la Comisaría Provincial del Cuerpo Nacional de Policía con 215 empleados y la Comandancia de la Guardia Civil y base de los GRS, Grupo de Reserva y Seguridad, con más de 1.600 empleados).

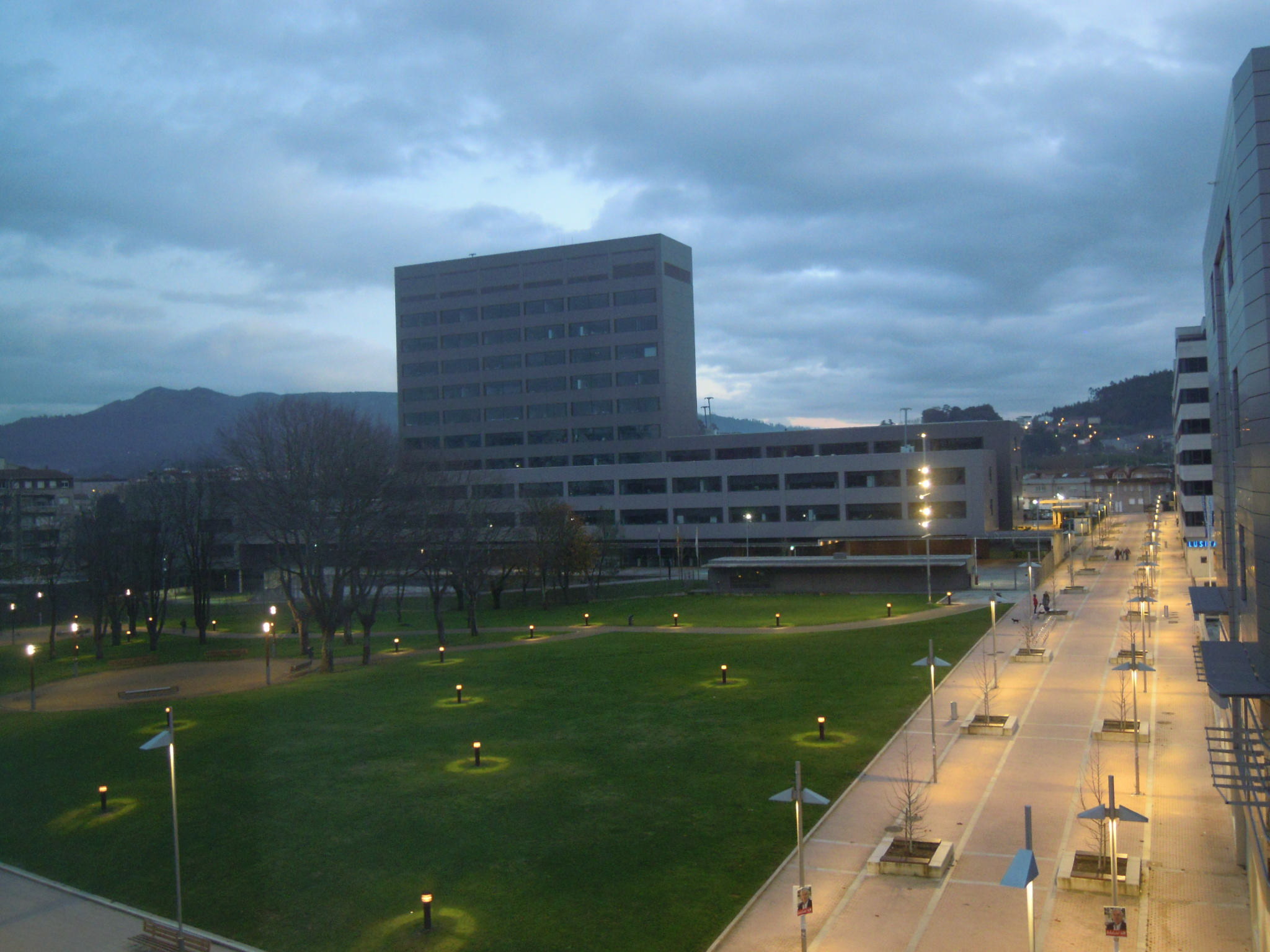
Ciudad Administrativa de Pontevedra.

La administración autonómica está representada por la Junta de Galicia en la Ciudad Administrativa de Pontevedra con las delegaciones provinciales de las distintas consejerías y más de 1.000 funcionarios, así como el sector sanitario con el Complejo Hospitalario Universitario de Pontevedra y los diferentes centros de salud con más de 3.000 empleados, el sector educativo con sus diferentes centros de educación infantil, primaria, secundaria, enseñanzas especiales (conservatorio profesional, Escuela Oficial de Idiomas, Centro Gallego de Tecnificación Deportiva) y universitaria (con el Campus Universitario de Pontevedra y el Centro Asociado de la UNED), todos ellos con más de 1.700 empleados y el sector de la justicia con la Ciudad de la Justicia de Pontevedra y 320 funcionarios. En el ámbito provincial se incluyen los funcionarios trabajando para los distintos servicios de la Diputación de Pontevedra con más de 1.000 trabajadores y en el ámbito local aquellos trabajando para el ayuntamiento de Pontevedra, con más de 500 trabajadores.
La Brigada «Galicia» VII en el área metropolitana de Pontevedra, en el lugar de Figueirido en Vilaboa, es un pilar fundamental de la economía pontevedresa, ya que en ella trabajan más de 2.200 empleados y según datos de 2025 tiene un impacto en la economía de la ciudad de 50 millones de euros. A ella se suma en el limítrofe municipio de Marín la Escuela Naval Militar española, en la que trabajan más de 700 personas.

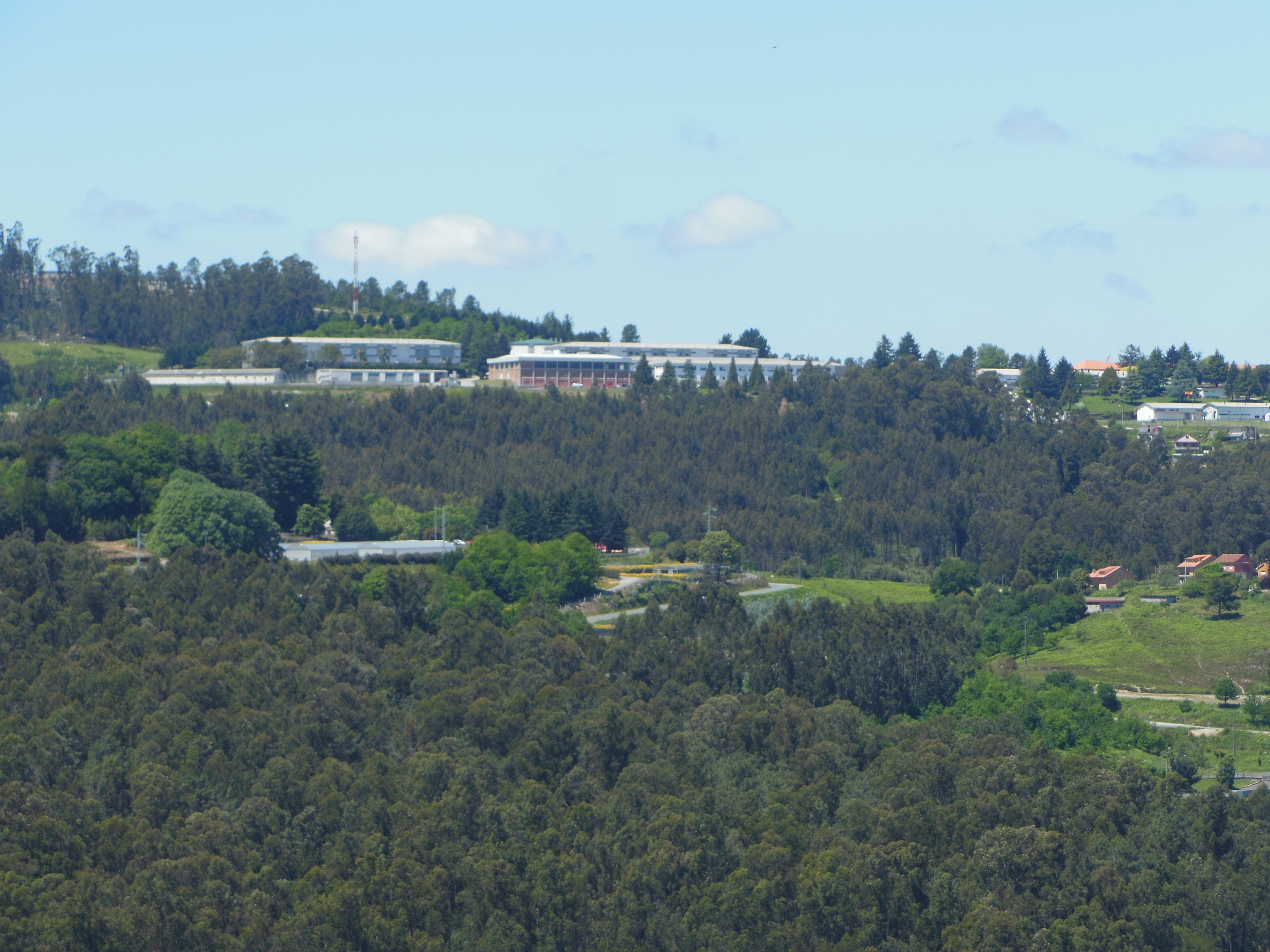
Instalaciones de la Brigada «Galicia» VII.

#### Ferias y congresos
La actividad ferial y congresual de la ciudad tiene lugar fundamentalmente en el Recinto Ferial de Pontevedra y en el Palacio de Congresos y Exposiciones de Pontevedra.
El recinto ferial de Pontevedra acoge cada año diversos eventos de carácter profesional y público, como la feria de las industrias culturales de Galicia Culturgal, la feria Etiqueta Negra (feria de productos gourmet gallegos), la feria Pont Up Store, la feria Stock, la feria de bodas Si quero, la feria del automóvil Móvete y la feria familiar e infantil Mundonenos entre otras. En el pasado, el recinto ferial acogió importantes ferias como Ferpalia (feria de turismo de Galicia) o eventos como la pasarela de moda gallega Pontus Veteris.
En la ciudad se celebran congresos de diversa índole a lo largo del año, muchos relacionados con su modelo urbanístico internacional, como el Placemaking Week Europe celebrado en 2022 o la economía ecológica y el postcrecimiento celebrado en 2024.

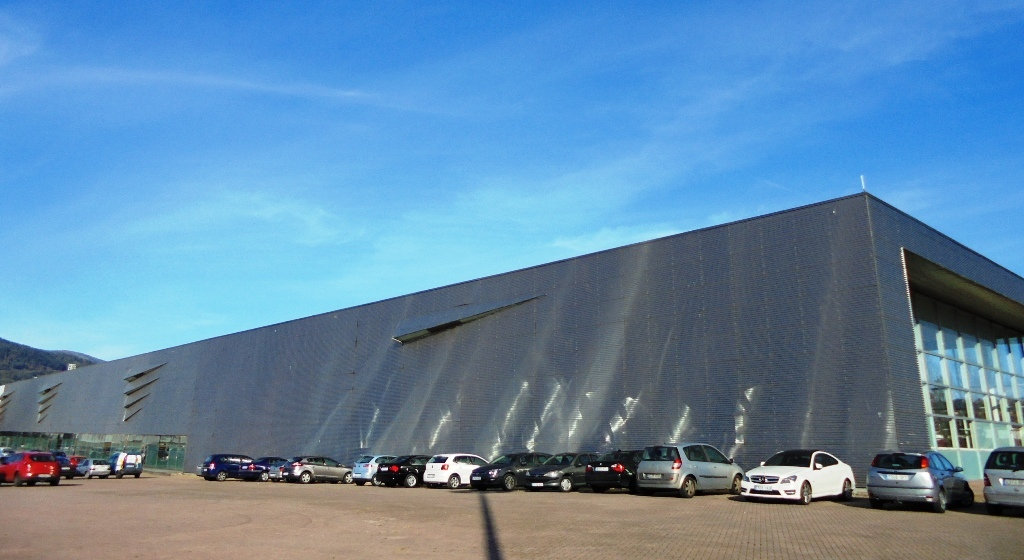
Recinto Ferial de Pontevedra.

En la ciudad de Pontevedra se celebra también todos los años desde 2019 en la sede de Afundación el Congreso Flúor, centrado en la publicidad, la mercadotecnia, los medios sociales y la comunicación digital. Es el mayor evento sobre marketing digital del noroeste de España. Al congreso, articulado alrededor de ponencias, mesas redondas y talleres, han asistido ponentes de renombre de la talla de Luis Bassat, Toni Segarra o Andy Stalman.

#### Eventos deportivos y culturales
En Pontevedra se celebran anualmente un gran número de eventos, que la convierten en una ciudad muy dinámica.
Los eventos deportivos se han convertido en un motor económico para la ciudad, atrayendo a miles de atletas de diversas disciplinas. El triatlón, en particular, ha colocado a la ciudad en el mapa internacional, con la celebración de prestigiosos eventos como los Campeonatos de Europa y del Mundo, incluyendo el Campeonato del Mundo Multideporte en 2019 y el Campeonato Mundial de Triatlón de 2023 y el de 2026, así como el Campeonato del Mundo Multideporte de 2025.
La natación también destaca notablemente, especialmente en la piscina olímpica de la ciudad, que ha albergado eventos importantes como el Campeonato de España Master en 2024. Además, la ciudad ha sido sede de múltiples campeonatos en otros deportes como taekwondo, balonmano, baloncesto, gimnasia rítmica, ciclocrós, piragüismo, ajedrez o tenis de mesa, entre otros.
Los eventos culturales también son muy relevantes en la economía capitalina. Las festividades de la ciudad, particularmente las fiestas patronales de la Peregrina en agosto, generan un significativo retorno económico. Eventos como la Feira Franca también atraen a miles de visitantes, reforzando en gran manera el dinamismo económico local. Los festivales de música, incluyendo el Río Verbena Fest, Big Sound Festival Pontevedra, Surfing the Lérez, y el Festival Internacional de Jazz y Blues, junto con la feria taurina, desempeñan un papel crucial en la atracción de turistas. Además, la Bienal de Arte de Pontevedra y las prestigiosas exposiciones en el Museo de Pontevedra contribuyen notablemente a la actividad turística de la ciudad. Otros festivales culturales de otros tipos también atraen visitantes a la ciudad, como el dedicado al cómic, BDra Gráfica y el dedicado al cine, Novos Cinemas. 

#### Sector financiero

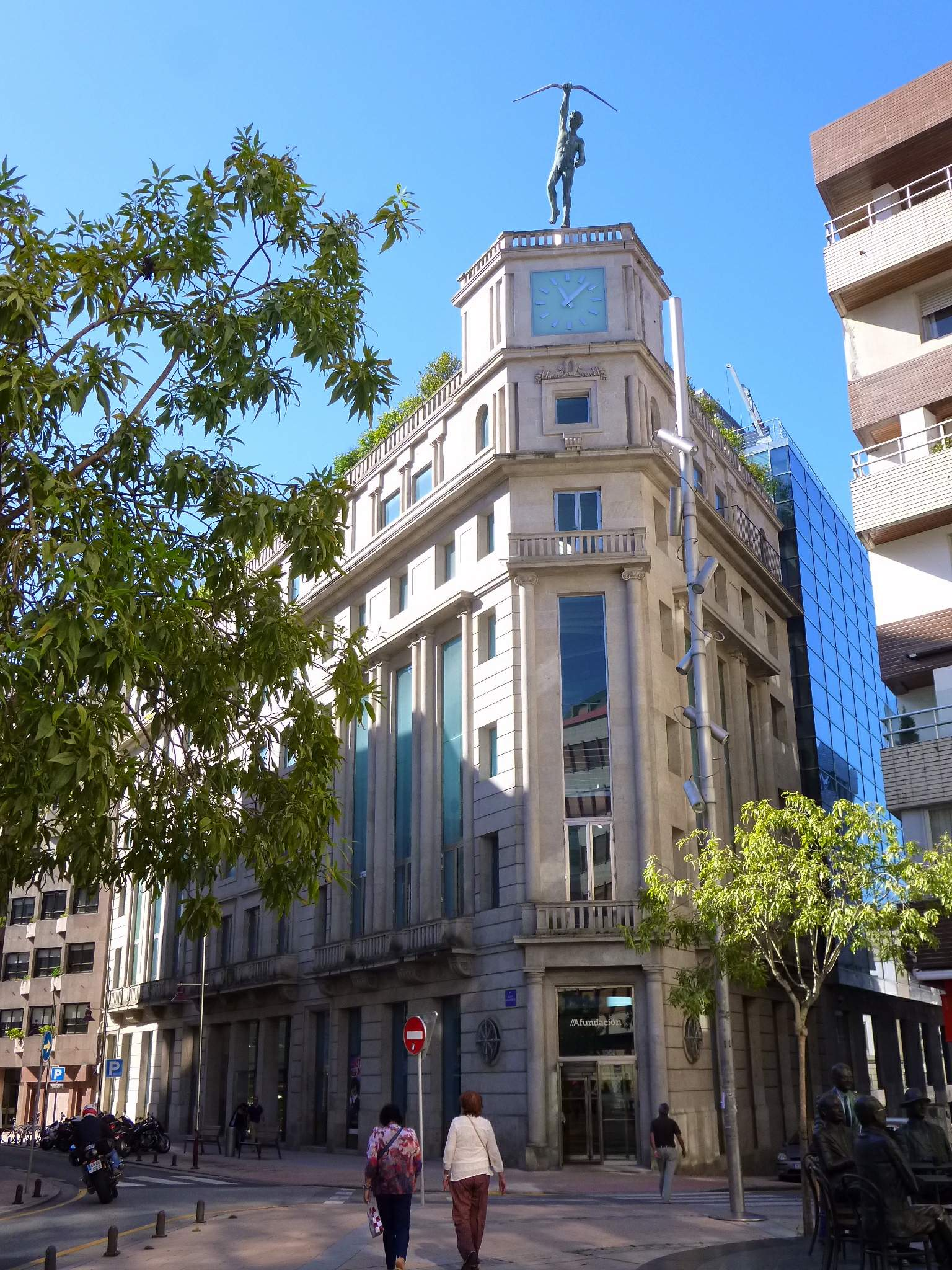
Sede de la antigua Caja de Ahorros Provincial de Pontevedra.

El sector de la banca lo lideró desde 1930 a 2000 la Caja de Ahorros Provincial de Pontevedra, con sede en la ciudad. En cuanto al número de oficinas bancarias, en línea con la tendencia nacional de reestructuración del sector bancario, la ciudad perdió más de la mitad de sus sucursales entre 2011 y 2021, quedando con solo 35.
En el sector de servicios financieros destaca la empresa financiera Qbitia especializada en el trading algorítmico y la intermediación bursátil.

#### Transporte y logística
Diferentes empresas de transporte se ubican en la ciudad como MRW en el parque empresarial del Vao, GLS en la calle Gorgullón, SEUR en el polígono industrial A Reigosa o Nacex cerca de Lourido en Poyo.
Al norte de la ciudad, en la calle de A Gándara al lado de las marismas de Alba se localiza el centro logístico CICASA del grupo empresarial Nogar. Este centro logístico, situado en las instalaciones de la antigua fábrica La Cross construida en 1954, sirve en la actualidad de plataforma para la distribución de mercancías como graneles alimentarios y grano y madera de eucalipto.
El Puerto de Marín-Pontevedra  canaliza el tráfico de contenedores, graneles y productos alimenticios o industriales. Dispone de una decena de muelles comerciales. En 2017, el tráfico total del puerto de Marín-Pontevedra fue de 2.523.054 toneladas. El tráfico de graneles supuso 915.812 toneladas anuales. Las mercancías más importadas fueron frutas, cereales, pescado congelado, pasta de papel y productos siderúrgicos. El tráfico aumentó significativamente en los últimos años, en particular gracias a la terminal de contenedores, que generó un movimiento de 88.938 toneladas en 2017. En el primer semestre del año 2024 se alcanzaron cifras récord en el tráfico de mercancías, moviendo el puerto un total de 205.000 toneladas mensuales.

#### Otros servicios
Además de otros múltiples servicios de diverso tipo a particulares y empresas, como consultorías, inmobiliarias, centros sanitarios y educativos privados, agencias de viajes, agencias de publicidad y marketing o medios de comunicación, Pontevedra es sede de la importante cadena de Peluquerías Carlos Conde.

#### Relevancia por cifra de negocios
Les principales empresas del área metropolitana de Pontevedra por cifra de negocios son:
| Orden | Nombre               | Cifra de negocios en 2020 | Empleados | Sector                          |
| ----- | -------------------- | ------------------------- | --------- | ------------------------------- |
| 1     | Grupo San José       | 774 915 000 €             | 1402      | Construcción                    |
| 2     | Froiz                | 735 491 368 €             | 5504      | Gran distribución especializada |
| 3     | Gonvarri             | 120 285 000 €             | 66        | Acero                           |
| 4     | Mape Asesores        | 113 306 848 €             | 41        | Consultoría                     |
| 5     | Distribucións Arnoia | 103 483 130 €             | 211       | Distribución de libros          |
| 6     | Aludec               | 86 932 895 €              | 147       | Auxiliares del Automóvil        |